# Manaf Halbouni

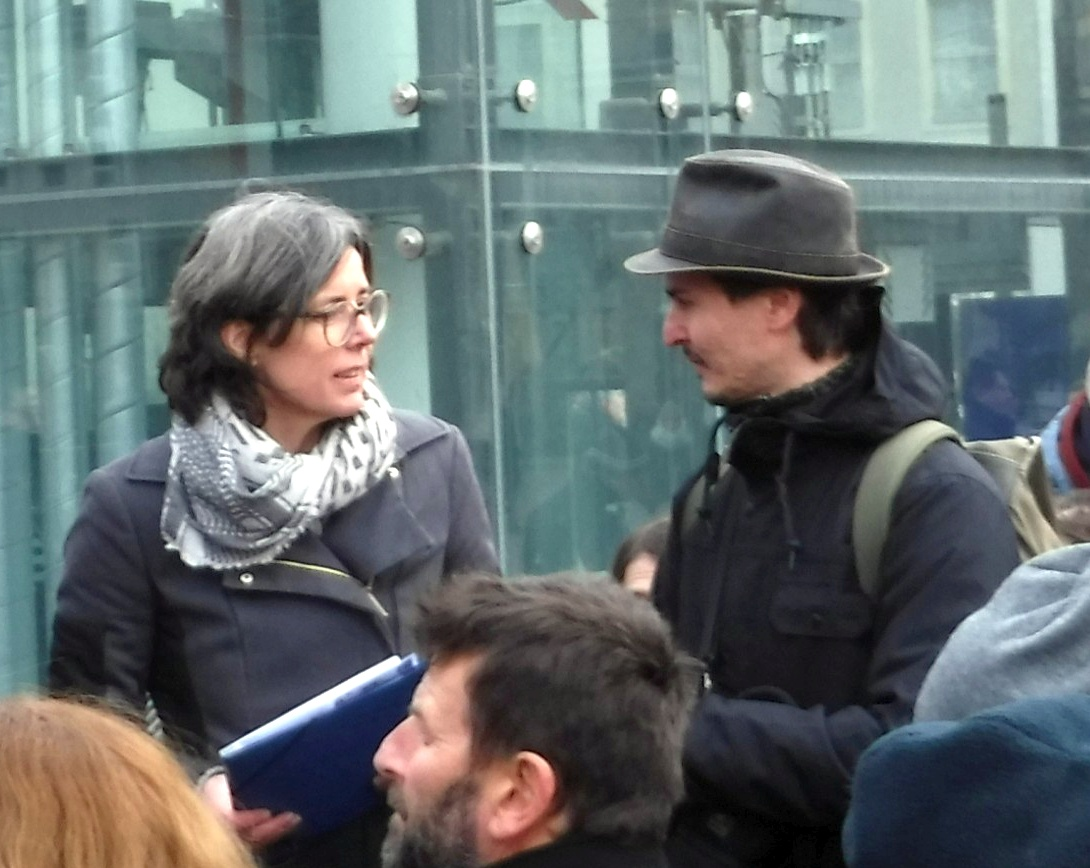
Manaf Halbouni

Manaf Halbouni (* 1984 in Damaskus) ist ein syrisch-deutscher Künstler.

## Leben
Halbouni ist der Sohn einer gebürtigen Dresdnerin, die aus einer Familie von Ärzten und Kunstliebhabern kommt. Er verbrachte während seiner Kindheit gemeinsam mit seinem älteren Bruder viele Sommermonate bei den in der Stadt lebenden Großeltern. Der Vater zog als junger Architekt in den 1970er Jahren von Damaskus in die Region und promovierte dort.
Halbouni absolvierte ein Fachabitur in Elektrotechnik und studierte von 2005 bis 2008 Bildhauerei an der Universität der Schönen Künste in seiner Geburtsstadt. 2008 verließ er Syrien, um dort keinen Militärdienst leisten zu müssen. Er wollte stattdessen bei der deutschen Bundeswehr dienen, die ihn jedoch ablehnte. Von 2009 bis 2014 setzte er sein Bildhauereistudium an der Hochschule für Bildende Künste Dresden bei Eberhard Bosslet fort und war von 2014 bis 2016 dessen Meisterschüler.
Halbouni würde gerne nach Syrien zurückkehren, sieht jedoch aufgrund des dort anhaltenden Bürgerkrieges davon ab.

## Werke und Ausstellungen
Halbouni schuf anfangs ein sehr großes Flugzeug aus Schrottholz. 2015 beschäftigte er sich ironisch mit islamfeindlichen Äußerungen der Pegida und der Angst vor Flüchtlingen: er dekorierte das Dach und den Innenraum eines alten Mercedes mit Matratzen, Koffer, einem Fahrrad, Teppichen, einem Fernseher, Gartenzwergen, Müsliriegeln, Büchern und einem Kasten in Dresden gebrauten Bieres. Er stellte das Fahrzeug auf den Dresdener Theaterplatz, erwarb hierfür einen Parkschein und bat Passanten, die ein Schild mit dem Schriftzug „Sachse auf der Flucht“ tragen sollten, um ein Foto mit dem Mercedes. Obwohl sich nur 35 Personen fotografieren ließen, fand die Aktion in den Medien große Beachtung.
2015 nahm Halbouni am Begleitprogramm der Biennale di Venezia teil. Danach hatte er Ausstellungen im Victoria and Albert Museum und im Museum der bildenden Künste Leipzig, wo er eines seiner Fluchtautos zeigte. Im Rahmen seiner Installation Monument ließ er in Dresden drei Busse vertikal aufstellen, die an den Krieg in Syrien erinnern sollen. Im November 2017 wurde die Installation auf Initiative von Shermin Langhoff, Intendantin des Maxim-Gorki-Theaters, auf dem Platz des 18. März in Berlin aufgebaut.

## Ehrungen
- 2016: Marion-Ermer-Preis[11]
- 2020: HAP-Grieshaber-Preis der Stiftung Kunstfonds und der VG Bild-Kunst
- 2023/24 Stipendium in der Villa Massimo in Rom[12]